# 우리들의 반역자
《우리들의 반역자》(영어: Our Kind of Traitor)는 2010년 발행된 존 르 카레의 소설이다.